# 야스인
야스인(헝가리어: Jász)은 13세기부터 판노니아 평원 중부에 정착해 살던 동이란계 민족이다. 오늘날 야스-너지쿤-솔노크 주의 북서부에 해당하는 야스샤그(Jászság)라는 역사적 지역에 살았다.
이들은 13세기 몽골 제국의 침입을 피해 일부 쿠만족과 함께 흑해 대초원으로부터 헝가리 왕국에 들어와 정착한 이란계 유목민 알란족의 후예이다. 초기에는 축산업에 주로 종사하였으며, 수백 년에 걸쳐 점차 헝가리인에 동화되었다. 이들은 본래 현대 오세트어와 유사한 동이란어군의 야스어를 사용했으나 이 역시 사멸했다. 그럼에도 이들은 오랜 기간 자치권과 상당히 독자적인 정체성을 유지했다. 여전히 이 지역에 남아있는 12개 이상의 정착지에 야스인의 이름이 남아있으며, 자신의 조상을 야스인으로 추적할 수 있는 헝가리인들이 있다.

## 같이 보기
- 알란족
- 세케이인
- 이론인
- 쿤샤그